# Judith Ridley
Judith Ridley (n. 15 septembrie 1946) este o actriță americană cunoscută datorită peliculei Noaptea morților vii (1968) a lui George A. Romero și There's Always Vanilla (1971). A fost căsătorită cu producătorul filmului Noaptea morților vii, Russell Streiner.